# Трисвинецпентакальций
Трисвинецпентакальций — бинарное неорганическое соединение
свинца и кальция
с формулой Ca5Pb3,
кристаллы.

## Получение
- Сплавление стехиометрических количеств чистых веществ:

{\displaystyle {\mathsf {3Pb+5Ca\ {\xrightarrow {1127^{o}C}}\ Ca_{5}Pb_{3}}}}

## Физические свойства
Трисвинецпентакальций образует кристаллы
гексагональной сингонии, пространственная группа P 63mc, параметры ячейки a = 0,9355 нм, c = 0,7004 нм, Z = 2,
структура типа трисилицида пентамарганца Mn5Si3
.
Соединение образуется по перитектической реакции при температуре 1127 °C .